# The Exorcist (phim)
The Exorcist (tựa Việt: Thầy trừ tà hay Quỷ ám) là một bộ phim được phát hành vào năm 1973 thuộc thể loại kinh dị siêu nhiên do Hoa Kỳ sản xuất. Bộ phim được đạo diễn bởi William Friedkin và là một sản phẩm chuyển thể từ quyển tiểu thuyết cùng tên vào năm 1971 của nhà văn William Peter Blatty. Nội dung của bộ phim được lấy cảm hứng từ một trường hợp trừ tà vào năm 1949 của Roland Doe, khi nói về một cô bé phải đối mặt với việc bị quỷ ám lúc chỉ mới 12 tuổi và mẹ của em giành lại được con của mình trong tuyệt vọng, nhờ vào sự can thiệp của hai linh mục.
Bộ phim có sự góp mặt của Linda Blair, Ellen Burstyn, Max von Sydow, Jason Miller, Lee J. Cobb và Mercedes McCambridge. Đây là một trong số những loạt phim kinh dị theo chủ đề "những đứa trẻ bị quỷ ám" được phát hành trong thời điểm cuối những năm 1960 cho đến giữa những năm 1970, nổi bật nhất có thể kể đến như là Rosemary's Baby (1968) và The Omen (1976).
The Exorcist được công chiếu rộng rãi tại Hoa Kỳ bởi hãng Warner Bros. vào ngày 26 tháng 12 năm 1973. Bộ phim nhận được đến 10 đề cử tại Giải Oscar lần thứ 46 và thắng hai giải, bao gồm giải "Hòa âm hay nhất" và giải "Kịch bản chuyển thể xuất sắc nhất" cho dù để tuột mất giải "Phim xuất sắc nhất" vào tay The Sting. Nó trở thành một trong những bộ phim có doanh thu cao nhất mọi thời đại, khi thu về hơn 441 triệu đô-la Mỹ trên toàn cầu. Nó cũng là bộ phim theo thể loại kinh dị đầu tiên được đề cử cho hạng mục "Phim hay nhất" trong lịch sử giải Oscar.
Bộ phim có được những ảnh hưởng mang tính trọng đại trong nền văn hóa đại chúng. Nó cũng được xướng tên trong danh sách những bộ phim ghê rợn nhất mọi thời đại bởi tạp chí Entertainment Weekly và Movies.com, cũng như sự bầu chọn của khán giả trên kênh AMC vào năm 2006 và nằm ở vị trí số 3 trong danh sách 100 Khoảnh khắc phim đáng sợ nhất trên Bravo's. Vào năm 2010, Thư viện Quốc hội Hoa Kỳ chọn lưu trữ bộ phim này như là một phần của Viện lưu trữ phim quốc gia.
Tiếp nối sự thành công của bộ phim này, có bốn bộ phim tiếp theo được sản xuất trong loạt phim The Exorcist bao gồm: Exorcist II: The Heretic (1977), The Exorcist III (1990), Exorcist: The Beginning (2004) và Dominion: Prequel to the Exorcist (2005), nhưng đều không thể đạt được đến thành công của bộ phim gốc này, với nhiều bộ phim trong số đó được xem như là một thất bại cả về mặt thương mại lẫn chuyên môn.

## Nội dung
Trong một lần khai quật khảo cổ tại Iraq, Lankester Merrin (Max von Sydow) - một nhà khảo cổ học và cũng là một linh mục - đã tìm ra một chiếc bùa nhỏ và nhận ra nó khớp với bức tượng của Pazuzu, một loài quỷ dữ mà Merrin đánh bại nhiều năm trước. Merrin nghi ngờ rằng thời khắc chạm trán lần nữa cùng loài chúa quỷ này đã đến.
Trong lúc đó, tại khu vực Georgetown thuộc Washington, D.C., nữ diễn viên Chris McNeil (Ellen Burstyn) bắt đầu để ý đến những hành vi thay đổi một cách bất thường và đáng sợ của con gái mình, Regan (Linda Blair), như nói tục không ngớt và sở hữu một sức mạnh dị thường. Khi việc sử dụng thuốc không có tác dụng với cô bé, Regan được dắt đi chẩn đoán, nhưng kết quả X-ray không thể cho thấy bất cứ thứ gì, khiến các bác sĩ vô cùng bối rối. Trong khi ở thực tế, Regan bị chiếm hữu bởi Pazuzu, kẻ mà trước đó từng là một người bạn trong tưởng tượng của cô bé, tự xưng là "Thuyền trưởng Howdy" và tiếp xúc với cô thông qua chiếc bảng cầu cơ.
Burke Dennings (Jack McGowran), một đạo diễn người Anh tham gia thực hiện bộ phim mới nhất của Chris, bất ngờ qua đời một cách bí hiểm sau khi ngã từ cửa sổ phòng ngủ của Regan trong khi thư ký của Chris, Sharon Spencer (Kitty Winn), đang có việc phải ra khỏi nhà. Cái chết của anh được thám tử William Kinderman (Lee J. Cobb) điều tra, người đặt nghi vấn với cả Chris và vị linh mục trẻ tuổi tên là Damien Karras (Jason Miller), người đánh mất lòng tin vào Chúa sau cái chết của người mẹ gốc Hy Lạp của anh khi bà già yếu và bệnh tật. Chris bắt đầu nghi ngờ Regan có liên quan đến cái chết của Burke. Sau khi Regan tấn công một bác sĩ tâm thần, vị bác sĩ quyết định nếu Regan tin rằng cô bé bị quỷ nhập, một buổi lễ trừ tà có lẽ là hi vọng cuối cùng của Regan để bảo toàn sự trinh trắng của cô bé. Chris chấp nhận việc này cho dù cả hai mẹ con đều không theo bất cứ tín ngưỡng nào.
Karras đồng ý để trông chừng Regan cho Chris nhưng từ chối để thực hiện lễ trừ tà; dù vậy, một hiện tượng siêu nhiên nào đó thúc giục anh chấp nhận để làm lễ trừ tà. Karras sau đó được cho phép trừ tà bởi một vị giám mục và ông ấy cũng đã yêu cầu Merrin đến giúp anh, kể từ khi Merrin phải đối diện với nhiều lần trừ tà.
Khi họ làm việc cùng nhau, Karras và Merrin dự tính xua đuổi Pazuzu từ Regan - người mà giờ đây trở thành quỷ dữ - nhưng quỷ dữ không ngừng mắng nhiếc họ, đặc biệt là Karras vì niềm tin yếu ớt và tội lỗi của anh với cái chết của mẹ anh trước đây. Trong lần thử sức thứ hai, Marrin cho Karras rút lui vì Merrin nghĩ anh không còn đủ lực để chống lại con quỷ dữ. Dù vậy, Karras sau đó quay trở lại căn phòng nơi Regan thoát khỏi sợi dây trói và Merrin nằm chết trên sàn. Trong giây phút nổi giận, Karras ra lệnh cho con quỷ chiếm lấy anh thay vì cô bé. Pazuzu bằng lòng và sau đó Karras gieo thân mình từ nơi cửa sổ xuống đất. Anh sau đó qua đời vì chấn thương quá nặng, nhưng trước đó anh nhận được phép giải tội cuối cùng từ bạn của anh, Cha Dyer (William O'Malley).
Nhiều ngày sau đó, nhà McNeils chuyển đến Los Angeles và họ gặp Dyer để chào từ biệt. Regan không hề nhớ gì về chuyện trước đây, nhưng ôm chầm lấy Dyer.

## Dàn diễn viên
- Linda Blair trong vai Regan Teresa MacNeil
- Ellen Burstyn trong vai Christine "Chris" MacNeil
- Jason Miller trong vai Father Damien Karras
- Max von Sydow trong vai Father Lankester Merrin
- Lee J. Cobb trong vai Lieutenant William F. Kinderman
- Mercedes McCambridge lồng tiếng cho vai của quỷ dữ Pazuzu.
- Kitty Winn trong vai Sharon Spencer
- Jack MacGowran trong vai Burke Dennings
- Cha William O'Malley trong vai Father Joseph Dyer,
- Robert Symonds trong vai Bác sĩ Taney.
- Barton Heyman trong vai Bác sĩ Samuel Klein
- Arthur Storch trong vai Bác sĩ bệnh tâm thần
- Titos Vandis trong vai chú của Karras.
- Eileen Dietz xuất hiện với khuôn mặt của quỷ, chỉ được chiếu dưới dạng ảo ảnh và hồi tưởng.

William Peter Blatty cũng có góp giọng trong phân cảnh quay của Chris trước Healy Hall.

## Sản xuất

### Nền tảng
Nội dung phim được dựa trên quyển tiểu thuyết cùng tên vào năm 1971 của nhà văn William Peter Blatty, kể về một lễ trừ tà của một bé trai sống tại Cottage City, Maryland do một người thầy trừ tà từng theo học tại Trường Đại học St. Louis và St. Louis University High School mang tên Fr. William S. Bowdern thực hiện vào năm 1949. Gia đình theo đạo Công giáo này tin rằng những biểu hiện kì lạ của cậu bé là do quỷ nhập và liên lạc với Cha Walter Halloran để thực hiện phần trừ tà cho cậu bé. Cho dù Friedkin khẳng định ông rất miễn cưỡng khi đề cập đến khía cạnh ban đầu của bộ phim này, khi thực hiện bộ phim với ý định muốn kể về một sự kiện diễn ra tại Cottage City, Maryland vào năm 1949 và cho dù bộ phim này có chỉnh sửa so với câu chuyện gốc, nó vẫn cố gắng miêu tả chân thực nhất ở nền tảng gốc. Đây là một trong số 3 buổi trừ tà được Nhà thờ Công giáo tại Hoa Kỳ phê chuẩn. Để thực hiện bộ phim này, Friedkin cũng được cho phép theo dõi những đoạn nhật ký của các linh mục, bác sĩ và y tá có liên quan; ông cũng bàn bạc những sự kiện này thật chi tiết cho dì của đứa bé trai trong câu chuyện gốc.

### Tuyển vai
Cho dù người đại diện cho Blair ban đầu không nhận vai này cho cô bé, chính mẹ của Blair sau đó trực tiếp dẫn cô bé đến căn hộ diễn ra buổi tuyển chọn diễn viên và sau đó gặp Friedkin. Pamelyn Ferdin, một người có tiếng trong lĩnh vực phim chính kịch mảng khoa học viễn tưởng và siêu nhiên từng là một ứng cử viên cho vai Regan. April Winchell cũng là người được nhắm đến cho vai này, nhưng căn bệnh viêm thận của cô bộc phát sau đó không lâu khiến cô phải nhập viện và sau cùng không thể nhận vai. Denise Nickerson, diễn viên thủ vai Violet Beauregarde trong Willy Wonka & the Chocolate Factory cũng được nhắm đến, nhưng nội dung phim gặp phải sự phản đối từ cha mẹ cô nên cũng không thể tham gia được. Anissa Jones, nổi tiếng với vai Buffy trong Family Affair, cũng đến thử vai, nhưng vẫn không thể đạt được thành công. Sau cùng, vai diễn này thuộc về Blair, một cô bé chưa có tên tuổi cho dù từng tham gia phim The Way We Live Now.
Xưởng phim từng có ý định muốn đưa Marlon Brando vào vai Cha Lankester Merrin. Friedkin ngay sau đó lập tức từ chối và khẳng định sẽ khiến nó trở thành một "bộ phim của Brando". Jack Nicholson cũng từng được nhắm đến vai Karras, trước khi Stacy Keach được Blatty chính thức nhận vào vai này. Friedkin sau đó chọn Miller sau khi xem vở diễn của Miller mang tên That Championship Season tại New York. Cho dù Miller chưa từng tham gia diễn xuất trong bất kì một bộ phim nào, bản hợp đồng của Keach cũng được thảo bởi hãng Warner Bros. và Miller đã ký nó.
Jane Fonda, Audrey Hepburn và Anne Bancroft là những ứng cử viên đầu tiên cho Chris, tuy nhiên Ellen Burstyn mới là người đảm nhận vai này sau khi nhận được cú điện thoại từ Friedkin và khẳng định một cách dứt khoát sẽ thủ vai Chris.
Friedkin ban đầu có dự định sử dụng giọng của Blair cho phần hội thoại của quỷ dữ trong phim bằng cách chỉnh cho giọng cô bé trầm và thô ráp hơn. Dù vậy, ông cảm thấy những phân đoạn chạm trán hai mục sư hoàn toàn thiếu sự kịch tính mà ông mong muốn và chọn Mercedes McCambridge, một nữ diễn viên trên đài phát thanh nổi tiếng để góp giọng cho nhân vật quỷ dữ trong phim. Sau khi đóng máy, hãng Warner cố gắng che giấu sự đóng góp của McCambridge trong phim, khiến McCambridge đâm đơn kiện họ và khơi mào cho mối hận thù giữa cô và Friedkin.

### Thực hiện

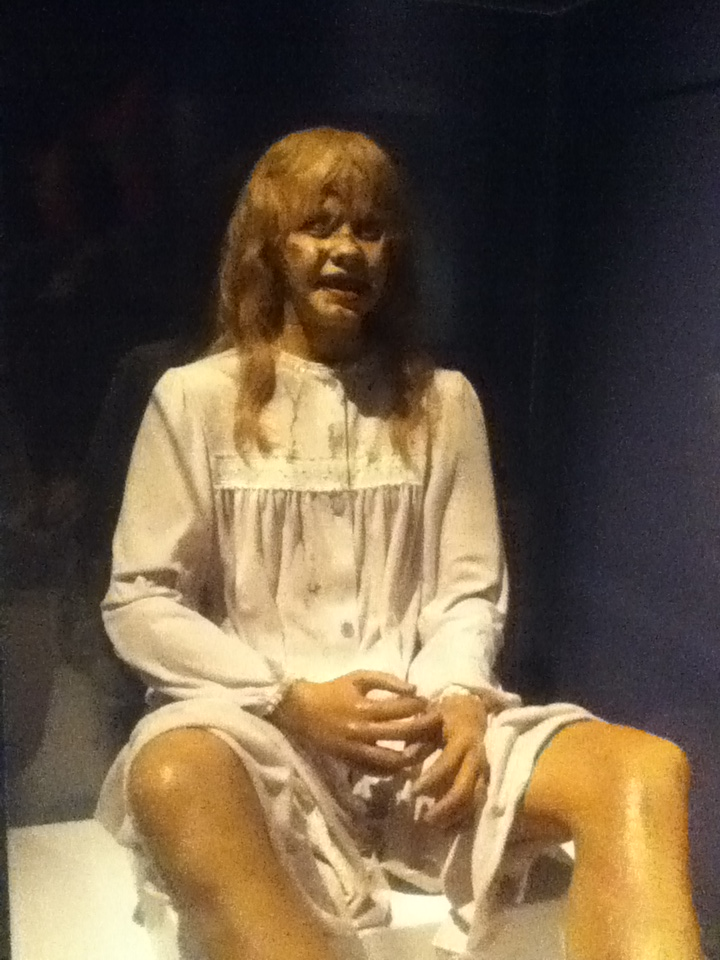
Con búp bê đã được sử dụng trong phim.

Warner ban đầu tuyển chọn nhiều người vào vị trí đạo diễn cho phim như Arthur Penn (ông lúc đó đang giảng dạy tại Yale), Peter Bogdanovich (lúc đó từ chối vì muốn theo đuổi những dự án phim khác; quyết định mà sau này vô cùng hối tiếc), Mike Nichols (ông không muốn phải quay một bộ phim quá phụ thuộc vào diễn xuất của trẻ con) và John Boorman—người mà sau này đảm nhận chỉ đạo bộ phim Exorcist II: The Heretic—khi nói rằng ông không muốn tham gia làm đạo diễn vì phim quá "tàn bạo đối với trẻ em". Mark Rydell là người từng được thuê để chỉ đạo phim này nhưng William Peter Blatty đề nghị Friedkin thay vì Mark vì muốn bộ phim này có cùng một năng lượng như bộ phim trước đây của Friedkin, The French Connection. Sau khi bàn bạc cùng xưởng phim, Friedkin được chọn. Stanley Kubrick cũng từng được mời trong bộ phim (và trong phần tiếp theo của bộ phim) nhưng ông từ chối.
Khâu sản xuất cho The Exorcist chính thức bắt đầu vào ngày 14 tháng 8 năm 1972 và kết thúc sau 224 ngày, nhiều hơn 139 ngày so với dự định. Friedkin kéo dài thời gian thực hiện bộ phim một cách phi thường, khiến dư luận gợi nhớ đến những đạo diễn Hollywood đi theo hướng chỉ đạo cũ, cũng như luôn thôi thúc các diễn viên của mình đạt được phần diễn xuất mà ông mong muốn. Cả Blair và Burstyn đều phải trải qua những chấn thương ở lưng và nhiều lần thét lên một cách đau đớn trong quá trình làm phim. Burstyn từng bị chấn thương ở lưng sau khi tiếp đất bằng xương cụt khi người đóng thế trong cảnh Regan tát mẹ mình xô ngã cô. Theo đoạn phim tài liệu Fear of God: The Making of the Exorcist, chấn thương đó vẫn không gây ra thương tích quá nặng, cho dù Burstyn rất giận dữ khi cảnh cô thét lên trong đau đớn được sử dụng trực tiếp trong phim. Một trường hợp khác, sau khi hỏi William O'Malley liệu anh có tin Friedkin hay không và trả lời có, Friedkin không ngần ngại tát mạnh vào ngay mặt của anh ta để tạo trạng thái lãnh cảm của anh trong phân cảnh lúc Cha Dyer đang thực hiện nghi lễ cuối đến Cha Karras; khiến nhiều người theo đạo trong đoàn làm phim cảm thấy bị xúc phạm. Ông còn nổ súng mà không hề báo trước trong phim trường để khơi gợi sự sợ hãi và giật mình từ Jason Miller trong một cảnh phim và còn cho bắn hết thứ dung dịch màu xanh trong cảnh Regan
nôn mửa vào cả ngực và mặt của Miller, khiến anh vô cùng kinh hãi vì trước đó Friedkin chỉ nói bắn vào mặt anh mà thôi. Cuối cùng, ông còn dàn dựng căn phòng của Regan trong một căn phòng làm lạnh lớn để từng hơi thở của các diễn viên có thể được thấy rõ trên camera, khiến đoàn làm phim phải mang nhiều đồ giữ ấm quanh người.

### Âm nhạc
Phần đóng góp về mặt âm nhạc lúc đầu của Lalo Schifrin trong bộ phim này bị Friedkin loại bỏ. Schifrin sáng tác phần nhạc kéo dài 6 phút cho đoạn phim giới thiệu gốc của phim nhưng nhận được nhiều phản hồi tiêu cực từ phía khán giả khi cảm thấy quá kinh hãi bởi sự kết hợp của phần hình ảnh và âm thanh trong đó.
Một LP nhạc phim được phát hành chỉ một lần duy nhất trên CD, dưới dạng một sản phẩm nhập khẩu rất khó tìm và đắt tiền tại Nhật Bản. LP này nhận được nhiều sự chú ý vì có bao gồm bài hát chủ đề của phim Tubular Bells của Mike Oldfield, trở nên rất thịnh hành sau khi bộ phim này ra mắt.

### Địa điểm ghi hình

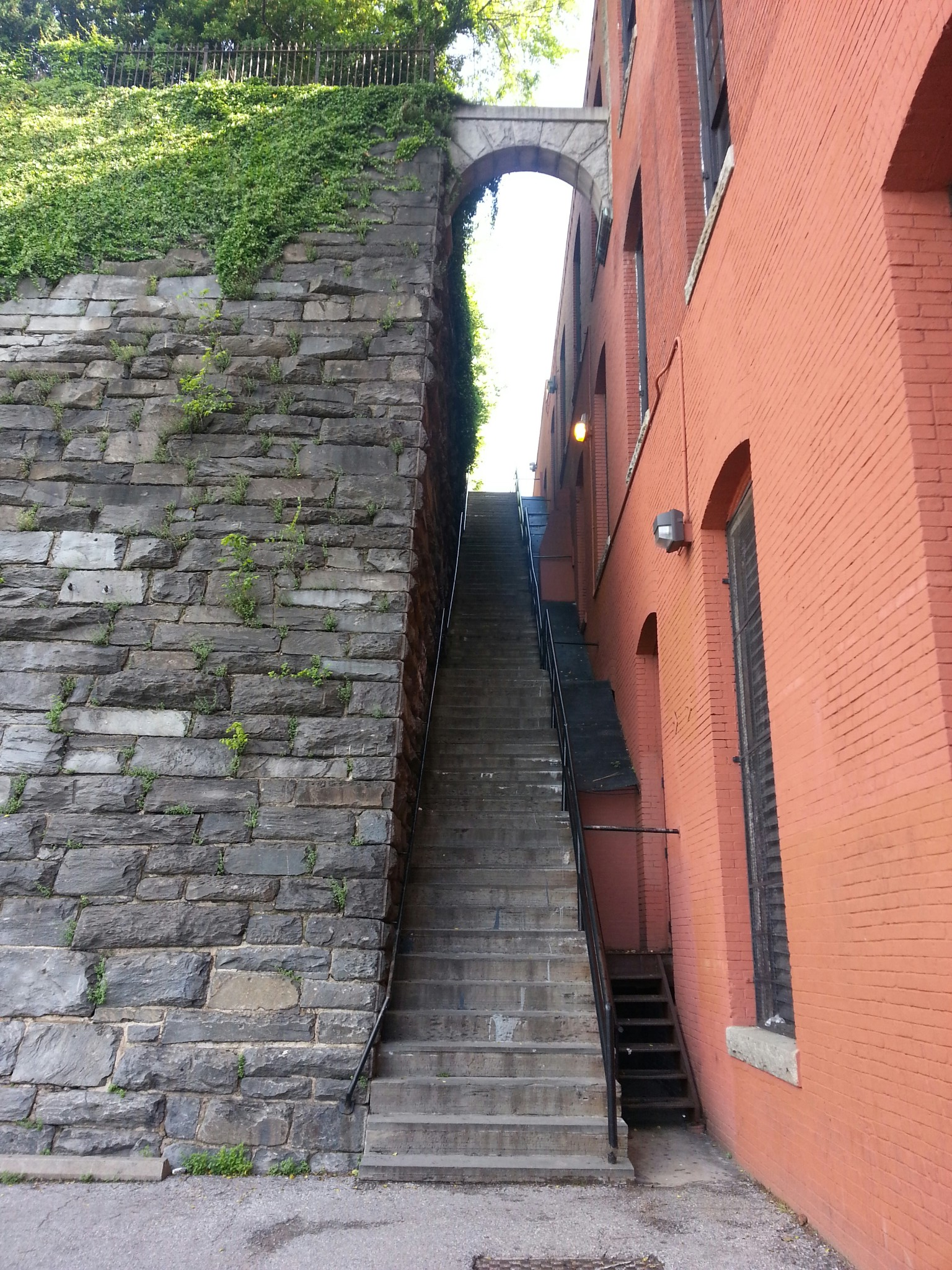
Những bậc thang trừ tà tại Georgetown, Washington, D.C.

Cảnh mở đầu của phim được ghi hình tại ngôi làng tại Sinjar, gần biên giới Syria. Bộ phim còn ghi hình tại những bậc thang đá tọa lạc tại M Street, Georgetown, Washington, D.C., sau này trở nên cực kì nổi tiếng với tên hiệu Những bậc thang đá trừ tà.

## Hiệu ứng đặc biệt
The Exorcist sử dụng nhiều hiệu ứng đặc biệt được nghệ sĩ hóa trang Dick Smith thực hiện. Trong một cảnh của bộ phim, Max von Sydow được trang điểm đậm hơn cả cô bé đang bị quỷ nhập vì đạo diễn Friedkin muốn phần quay cận mặt của anh phải thật chi tiết. Khi thực hiện bộ phim này, von Sydow phải hóa trang thành một người 74 tuổi trong khi anh mới 44 tuổi.

### Phân cảnh đi kiểu nhện
Chuyên gia uốn dẻo Linda R. Hager là người thực hiện màn đi uốn người theo kiểu nhện trong phim vào ngày 11 tháng 4 năm 1973. Đạo diễn Friedkin cắt bỏ cảnh này ngay trước buổi công chiếu vào ngày 26 tháng 12 năm 1973 vì bị lỗi do ông có thể nhìn thấy được sợi dây đỡ Hager theo tư thế ưỡn lưng về phía sau khi đang bước xuống cầu thang. Friedkin có nói, "Tôi cắt đoạn phim ấy khi công chiếu vì hiệu ứng trong đoạn đó không hiệu quả như những hiệu ứng khác và tôi chỉ có thể trình chiếu nó trong lần tái bản khi có qua chỉnh sửa của máy tính mà thôi." Friedkin còn cho biết phân cảnh đi kiểu nhện này được xuất hiện ngay từ khi phác thảo kịch bản phim và ông tự ý cắt đi cho dù kịch bản của William vẫn còn chứa cảnh này. Trong sách có miêu tả phân đoạn này rất sơ sài, có bao gồm việc Regan đi theo Sharon và còn liếm cả mắt cá của chính cô bé.

## Phần phim tiếp theo và phim có liên quan
Tiếp nối thành công của bộ phim, nhiều bộ phim liên quan và những phần tiếp theo của loạt phim The Exorcist được phát hành. Exorcist II: The Heretic của đạo diễn John Boorman được phát hành vào năm 1977, với phần nội dung tiếp tục kể về Regan trong thời điểm 4 năm sau những gì đã diễn ra, một cuộc điều tra về tính hợp pháp trong lễ trừ tà của Merrin được mở ra. Bộ phim nhận được nhiều lời chỉ trích khi đạo diễn Boorman tái bản lại bộ phim này lần thứ hai ngay sau khi công chiếu không lâu. Cả hai phiên bản này đều được phát hành dưới dạng video; với đoạn bị chỉnh lý trên VHS và bản gốc trên DVD. The Exorcist III được phát hành vào năm 1990 do chính Blatty đạo diễn và viết kịch bản chuyển thể từ chính quyển tiểu thuyết Legion năm 1983 của ông. Trải qua những sự kiện từ Exorcist II, cả câu chuyện lẫn phim lần này đều dẫn tiếp câu chuyện của Karras.
Bộ phim tiếp sau thu hút được sự chú ý và gây nên nhiều tranh cãi từ phía dư luận ngay khi còn chưa được phát hành vào năm 2004, khi trải qua nhiều lần chỉnh đổi đạo diễn và kịch bản phim trong suốt quá trình sản xuất. Ban đầu, John Frankenheimer được trả tiền để chỉ đạo dự án này, nhưng ông không thể tham gia do thể trạng kém và qua đời 1 tháng sau đó. Paul Schrader được chọn thay thế chỗ của ông nhưng phiên bản của Schrader sau đó bị xưởng phim chối bỏ do diễn biến quá chậm. Renny Harlin sau cùng được chọn thay thế, khi tái sử dụng lại một vài đoạn phim của Schrader trên nền là những đoạn phim mới của riêng ông. Phiên bản mới của Harlin mang tên Exorcist: The Beginning sau đó được phát hành, nhưng không được đón nhận nồng hậu từ cả phía khán giả lẫn chuyên môn. Phiên bản gốc của Schrader được phát hành 9 tháng sau đó với cái tên Dominion: Prequel to the Exorcist. Nó được đón nhận tốt hơn bản trước nhưng hầu hết đều là tiêu cực từ phía các nhà phê bình. Cả hai đều được phát hành trên DVD.
Vào tháng 11 năm 2009, Blatty lên dự định tham gia đạo diễn cho một loạt phim nhỏ cho The Exorcist. Một bộ phim chỉ được trình chiếu trên truyền hình mang tên Possessed được trình chiếu trên mạng lưới kênh Showtime vào ngày 22 tháng 10 năm 200 do Steven E. de Souza đạo diễn và do de Souza và Michael Lazarou viết kịch bản. Bộ phim kể về những lý do khiến Blatty viết nên The Exorcist với các diễn viên như Timothy Dalton, Henry Czerny, và Christopher Plummer.
Blatty sau đó đạo diễn bộ phim chính kịch mang tên The Ninth Configuration. Bộ phim mang chủ đề về Chiến tranh Việt Nam này được phát hành vào năm 1980 và được Blatty khẳng định là một phiên bản tiếp theo của The Exorcist.

### Phim khác
Sự thành công của The Exorcist tạo cảm hứng cho một loạt bộ phim mang chủ đề quỷ ám trên toàn thế giới. Đầu tiên là Beyond the Door, một bộ phim của Ý vào năm 1974 kể về Juliet Mills trong vai một phụ nữ đang bị quỷ dữ chiếm hữu. Nó được phát hành tại Hoa Kỳ một năm sau. Cũng trong năm đó, một bộ phim Thổ Nhĩ Kỳ mang tên Şeytan (tiếng bản ngữ cho Satan) được phát hành dưới dạng một bộ phim làm lại từ bộ phim gốc. Một bộ phim khác do Đức sản xuất mang tên Magdalena, vom Teufel besessen được phát hành cách đó không lâu. Năm 1976, Anh Quốc có phát hành phim The Devil Within Her (cùng với cái tên khác là I Don't Want to Be Born) cùng với Joan Collins trong vai một vũ công sinh ra một đứa trẻ bị ám.
Một bộ phim mang tên Abby được phát hành vào năm 1974 và thu về 4 triệu đô-la Mỹ tại các phòng vé trước khi bị ngưng phát hành do hãng Warner khởi kiện do trùng lặp ý tưởng phim. Một bộ phim nhại lại mang tên Repossessed được phát hành cùng năm với The Exorcist III và cũng được bộ phim Scary Movie 2 nhại lại vài cảnh phim trong bộ phim gốc năm 1973 này.

## Các sản phẩm khác
Một hộp đĩa được phát hành năm 1998 với số lượng giới hạn khoảng 50,000 bản trên mạng. Nó bao gồm hai phiên bản; một bản dạng đặc biệt VHS và dạng đặc biệt trên DVD.

## Tiếp nhận

### Đánh giá chuyên môn
Trong thời điểm phát hành vào năm 1973, bộ phim nhận được nhiều ý kiến trái chiều từ phía các nhà phê bình, khi còn "phân vân nó giữa 'kinh điển' và 'phô trương'" Trên The New Republic, Stanley Kauffmann có viết "Đây là bộ phim đáng sợ nhất mà tôi từng được xem trong suốt nhiều năm-bộ phim đáng sợ duy nhất mà tôi từng được xem trong suốt nhiều năm;... Nếu bạn muốn bị làm cho run sợ-và tôi hiểu ra rằng, trong khi tôi xem nó, đó chính là điều mà tôi mong muốn-The Exorcist sẽ làm bạn sợ phát khiếp." Tờ Variety ghi nhận rằng bộ phim là "một bậc thầy trong việc thuật lại một câu chuyện kinh dị siêu nhiên;... Là một câu chuyện dẫn đến cao trào hấp dẫn và dấy nên một nỗi sợ hãi cho người xem." Trong Castle of Frankenstein, Joe Dante gọi nó là "một bộ phim tuyệt vời và là một bộ phim tạo ra để trở thành nên kinh điển. Bộ phim này của Friedkin làm cho khán giả kinh hãi tột cùng, đặc biệt với những ai có lòng nhạy cảm và những ai có thường hay 'đặt mình' vào trong những bộ phim mà họ xem;... Thật tình mà nói, chưa từng có bộ phim nào như thế này được trình chiếu trên màn ảnh rộng trước đây."
Dù vậy, Vincent Canby viết trên tờ The New York Times rằng bộ phim là một "mảng phim đầy phô trương;... gần như là một bộ phim không thể ngồi xem từ đầu đến cuối được;... Nó mở đầu một cấp độ mới cho những kĩ xảo lố bịch;..." Andrew Sarris phàn nàn "Điểm yếu lớn nhất của Friedkin chính là việc thiếu khả năng đưa những thông tin về các nhân vật của ông thông qua mặt thị giác;... cả bộ phim chỉ gồm những đoạn hội thoại nhỏ nhặt;... The Exorcist có thể thành công về mặt giải trí một cách tỉ mỉ nhưng ở mặt khác, nhìn sâu hơn đây chỉ là một bộ phim hoàn toàn tàn độc." Viết trên tạp chí Rolling Stone, Jon Landau cảm thấy bộ phim này "không khác gì một bộ phim khiêu dâm về mặt tôn giáo..."
Cho đến những năm về sau này, The Exorcist mới nhận được những phản hồi tích cực từ giới phê bình. Bộ phim gần đây nhận được 87% đánh giá tích cực trên trang mạng Rotten Tomatoes, dựa trên 47 bài đánh giá.Gene Siskel từ Chicago Tribune liệt nó vào danh sách 5 phim đứng đầu được phát hành trong năm đó. Dù vậy, bộ phim vẫn bị nhiều nhà phê bình phàn nàn, bao gồm Kim Newman khi chỉ trích phần nội dung phim lộn xộn, rập khuôn và sự phô trương quá mức, cùng nhiều khuyết điểm khác. Nhà văn James Baldwin chỉ trích bộ phim này trong quyển sách của ông mang tên The Devil Finds Work. Đạo diễn Martin Scorsese liệt bộ phim vào danh sách 11 phim kinh dị đáng sợ nhất mọi thời đại. Bộ phim còn được Tạp chí Empire và The New York Times đưa vào những danh sách những bộ phim xuất sắc nhất mọi thời đại của họ.

### Thương mại
Bộ phim thu về 66.3 triệu đô-la Mỹ tiền vé trong năm 1974, trở thành bộ phim thành công thứ hai trong năm đó, chỉ đứng sau The Sting. Sau nhiều lần tái bản, bộ phim thu về đến 232,671,011 đô-la Mỹ tại khu vực Bắc Mỹ, nếu tính lạm phát, bộ phim đứng thứ chín trong danh sách những bộ phim có doanh thu cao nhất mọi thời đại và là bộ phim được Phân loại giới hạn có doanh thu cao nhất mọi thời đại. Cho đến nay, nó đem về tổng cộng 441,071,011 đô-la Mỹ trên toàn cầu.

## Những câu chuyện liên quan đến bộ phim
Vào ngày 30/05/1973, Jack MacGowran (đóng vai đạo diễn lập dị Burke Dennings) chết do các biến chứng từ bệnh cúm ở tuổi 55 chỉ hơn một tháng trước khi phát hành chính thức của bộ phim. MacGowran đã được hỏa táng sau khi ông chết và tro của ông nằm rải rác trên biển. Kỳ lạ hơn, nhân vật của MacGowran cũng chết trong phim.
Valsiliki Maliaros (đóng vai mẹ của Linh mục Karras) đã chết ở tuổi 90 tuổi vào ngày 09/02/1973 trước khi phát hành phim.
Ngoài ra, Lee J. Cobb (đóng vai thám tử William F. Kinderman) đã qua đời ba năm sau khi phát hành của bộ phim vào năm 1976 ở tuổi 64 từ một cơn đau tim. Ông được chôn cất tại Quận Los Angeles trong Mount Sinai trong nghĩa trang Memorial Park.
Max von Sydow (đóng vai nhà khảo cổ và là linh mục Lankester Merrin) có một người anh trai đã qua đời ở Thụy Điển trong khi bộ phim đang được khởi quay.
Một số tài liệu cho rằng, cái chết của anh trai Max von Sydow là không đúng sự thật vì ông không có người anh em nào. Tuy nhiên, Ellen Burstyn tiết lộ trong một cuộc phỏng vấn rằng Max von Sydow có một người anh trai đã chết trong thời gian bộ phim được sản xuất.
Burstyn tiếp tục khẳng định rằng một trong những nhà quay phim còn có một người vợ đã sinh con và đứa trẻ đã chết trong cùng thời gian này. Trong khi đó, có tin đồn cho rằng ông nội của Linda Blair (vai Regan) đã qua đời trong lúc cô bé tham gia thực hiện The Exorcist.
Những vụ tai nạn thương tâm lại tiếp tục xoay quanh người thân của các diễn viên tham gia trong phim. Jason Miller (đóng vai linh mục trẻ Karras) có một con trai tên là Jordan đã bị thương nặng trong quá trình quay The Exorcist.
Jordan đã bị một xe máy chạy quá tốc độ và khiến chân cậu dường như bị nghiền nát. Tuy nhiên chỉ sau 10 ngày, chân của cậu bé đã hồi phục một cách kỳ diệu. Ly kỳ hơn, Jason cho biết đã có một sự việc kỳ lạ xảy ra với mình trong thời gian đóng phim.
Miller thường sẽ nghiên cứu kịch bản của mình trong nhà hàng Jesuit Quarters. Trong quá trình đó, ông đã tiếp cận được một linh mục và được trao một huy chương của Đức Trinh Nữ. Ông cho biết chiếc huy chương sẽ bảo vệ và cảnh báo ông phải rất cẩn thận khi làm những việc liên quan tới ma quỷ.
Ở Việt Nam, trong hồi ký "Tháng Ba Gãy Súng" của Cao Xuân Huy - cựu trung úy Thủy quân Lục chiến Việt Nam Cộng hòa, tác giả có nhắc đến chi tiết Rạp chiếu phim Rex chiếu một suất chiếu đặc biệt của bộ phim này vào giữa tháng 03/1975 để quyên góp hiện kim giúp đỡ đồng bào tị nạn trong cuộc di tản triệt thoái khỏi Cao nguyên Trung phần xuống Tuy Hòa theo quốc lộ 7.

## Giải thưởng và vinh danh

### Giải thưởng của viện Hàn lâm
The Exorcist được đề cử cho tổng cộng 10 Giải Oscar năm 1973 và thắng 2 giải (được in đậm). Nó cũng là bộ phim theo thể loại kinh dị đầu tiên được đề cử cho hạng mục Phim hay nhất trong lịch sử giải Oscar.
Các đề cử giải Oscar bao gồm:
- Giải Oscar cho Phim xuất sắc nhất – William Peter Blatty and Noel Marshall
- Giải Oscar cho Nữ diễn viên chính xuất sắc nhất – Ellen Burstyn
- Giải Oscar cho Nam diễn viên phụ xuất sắc nhất – Jason Miller
- Giải Oscar cho Nữ diễn viên phụ xuất sắc nhất – Linda Blair
- Giải Oscar cho Đạo diễn xuất sắc nhất – William Friedkin
- Giải Oscar cho Kịch bản phim chuyển thể hay nhất – William Peter Blatty
- Giải Oscar cho Quay phim xuất sắc nhất – Owen Roizman
- Giải Oscar cho Biên tập phim xuất sắc nhất – Norman Gay
- Giải Oscar cho Thiết kế sản xuất phim xuất sắc nhất – Bill Malley và Jerry Wunderlich
- Giải Oscar cho Hòa âm xuất sắc nhất – Robert Knudson, Chris Newman

### Giải Quả Cầu Vàng
The Exorcist được đề cử cho tổng cộng 7 giải Quả Cầu Vàng vào năm 1973. Tại lễ trao giải lần thứ 31 được tổ chức vào năm đó, nó thắng 4 giải, bao gồm:
- Giải Quả cầu vàng cho Phim chính kịch xuất sắc nhất
- Giải Quả cầu vàng cho Đạo diễn xuất sắc nhất – William Friedkin
- Giải Quả cầu vàng cho Nữ diễn viên điện ảnh phụ xuất sắc nhất – Linda Blair
- Giải Quả cầu vàng cho Kịch bản phim xuất sắc nhất – William Peter Blatty

Các đề cử còn lại bao gồm:
- Giải Quả cầu vàng cho Nữ diễn viên phim chính kịch xuất sắc nhất – Ellen Burstyn
- Giải Quả cầu vàng cho Nam diễn viên điện ảnh phụ xuất sắc nhất – Max von Sydow
- Giải Quả cầu vàng cho ngôi sao nữ mới xuất sắc trong năm – Linda Blair

### Thư viện Quốc hội Hoa Kỳ
- 2010 - Viện lưu trữ phim Quốc gia

### Các danh sách khác
- Danh sách 100 phim hay nhất của Viện phim Mỹ – Đề cử[38]
- Danh sách 100 phim rùng rợn và ly kỳ của Viện phim Mỹ – #3
- Danh sách 100 anh hùng và kẻ phản diện của Viện phim Mỹ:
  - Regan MacNeil – #9 tại bảng Nhân vật phản diện
- Danh sách 100 câu thoại đáng nhớ trong phim của Viện phim Mỹ:
  - "What an excellent day for an exorcism." – Đề cử[39]
- Danh sách 100 phim hay nhất của Viện phim Mỹ (phiên bản kỷ niệm 10 năm) – Đề cử[40]